# Amorpha herbacea
Amorpha herbacea là một loài thực vật có hoa trong họ Đậu. Loài này được Walter miêu tả khoa học đầu tiên.